# ポール・トマス
ポール・トマス（Paul Thomas）は、イギリス出身の男性フィギュアスケート選手。1956年世界フィギュアスケート選手権アイスダンスチャンピオン。パートナーはパメラ・ウェイトとネスタ・デヴィス。

## 経歴
- 1952-53年シーズンよりネスタ・デヴィスと組み国際大会に出場。
- 1954-55年シーズンよりパメラ・ウェイトと組む。
- 1956年ヨーロッパフィギュアスケート選手権優勝。
- 1956年世界フィギュアスケート選手権優勝。

## 主な戦績
| 大会/年    | 1952-53 | 1953-54 | 1954-55 | 1955-56 |
| ---------- | ------- | ------- | ------- | ------- |
| 世界選手権 | 4       | 2       | 2       | 1       |
| 欧州選手権 |         | 2       | 2       | 1       |

1953-54まではネスタ・デイビスとのカップル。
1954-55よりパメラ・ウェイトとのカップル。